# Peres (bóstwo)
Peres – jeden z pięciu radżów w mitologii ludu Ngadżu z wyspy Borneo (zachodnia Indonezja). Podobnie jak inni radżowie, Peres był władcą duchów i uosabiał jeden z aspektów ambiwalentnej boskiej istoty Mahatali-Dżati. W mitologii Ngadżu uważano go za pana chorób, zwłaszcza ospy, a wybuchy epidemii pochłaniające ludzkie życia przypisywano jego złej woli. Według podań Peres należał do dolnego świata Dżati. Uznawany jest za boga podziemnych zaświatów (tamtejszego odpowiednika Hadesu). Według wierzeń nauczył Ngadżu ich rzemiosła.